# Europese kampioenschappen schaatsen 1995
De Europese kampioenschappen schaatsen 1995 werden op 6, 7 en 8 januari 1995 gereden in de ijshal Thialf te Heerenveen.
Titelverdedigers waren de Europees kampioenen van 1994 in Hamar. In het Vikingskipet werden de Duitse Gunda Niemann en de Nederlander Rintje Ritsma kampioen. Zij prolongeerden beiden hun titel.
| Programma                                            | Programma                                               | Programma                              |
| vrijdag 6 januari                                    | zaterdag 7 januari                                      | zondag 8 januari                       |
| ---------------------------------------------------- | ------------------------------------------------------- | -------------------------------------- |
| 500 meter mannen 500 meter vrouwen 5000 meter mannen | 1500 meter vrouwen 1500 meter mannen 3000 meter vrouwen | 5000 meter vrouwen 10.000 meter mannen |

## Mannen

### Eindklassement
| Rang   | Schaatser           | Land        | Punten  | 500 m      | 5000 m       | 1500 m       | 10.000 m      |
| ------ | ------------------- | ----------- | ------- | ---------- | ------------ | ------------ | ------------- |
| Goud   | Rintje Ritsma       | Nederland   | 159,264 | 37,94 (3)  | 6.49,67 (1)  | 1.53,68 (1)  | 14.09,28 (1)  |
| Zilver | Falko Zandstra      | Nederland   | 160,252 | 38,14 (4)  | 6.50,85 (2)  | 1.55,31 (2)  | 14.11,82 (2)  |
| Brons  | Roberto Sighel      | Italië      | 162,019 | 38,35 (5)  | 6.54,63 (5)  | 1.57,24 (6)  | 14.22,52 (5)  |
| 4      | Vadim Sajoetin      | Rusland     | 162,803 | 38,96 (10) | 6.57,35 (8)  | 1.57,02 (4)  | 14.22,05 (4)  |
| 5      | Steinar Johansen    | Noorwegen   | 163,018 | 38,74 (9)  | 6.54,73 (6)  | 1.57,65 (8)  | 14.31,79 (6)  |
| 6      | Martin Hersman      | Nederland   | 163,481 | 38,55 (6)  | 6.58,65 (9)  | 1.56,69 (3)  | 14.43,41 (8)  |
| 7      | Kjell Storelid      | Noorwegen   | 163,615 | 40,31 (21) | 6.52,96 (3)  | 1.57,96 (9)  | 14.13,78 (3)  |
| 8      | Uwe Tonat           | Duitsland   | 164,733 | 39,39 (14) | 7.03,25 (12) | 1.57,92 (4)  | 14.40,24 (7)  |
| 9      | Andrej Anoefrijenko | Rusland     | 164,786 | 38,63 (7)  | 7.04,29 (14) | 1.58,52 (11) | 14.44,42 (9)  |
| 10     | Ådne Søndrål        | Noorwegen   | 165,051 | 38,96 (10) | 7.04,21 (13) | 1.57,37 (7)  | 14.50,94 (11) |
| 11     | Jaromir Radke       | Polen       | 166,659 | 40,88 (25) | 6.54,26 (4)  | 2.00,26 (19) | 14.45,34 (10) |
| DQ4    | Davide Carta        | Italië      | 120,758 | 37,89 (2)  | 7.10,05 (18) | 1.59,19 (14) | 15.23,77 (DQ) |
| NC13   | Michael Spielmann   | Duitsland   | 121,364 | 38,64 (8)  | 7.12,71 (22) | 1.58,36 (10) |               |
| NC14   | Frank Dittrich      | Duitsland   | 121,495 | 39,47 (15) | 7.02,59 (11) | 1.59,30 (15) |               |
| NC15   | Jonas Schön         | Zweden      | 121,612 | 39,82 (19) | 7.01,39 (10) | 1.58,96 (13) |               |
| NC16   | Boris Oevarov       | Oekraïne    | 122,122 | 39,21 (12) | 7.13,36 (23) | 1.58,73 (12) |               |
| NC17   | Artur Szafrański    | Polen       | 122,402 | 39,69 (18) | 7.09,46 (16) | 1.59,30 (15) |               |
| NC18   | Paweł Zygmunt       | Polen       | 122,464 | 39,53 (16) | 7.09,94 (17) | 1.59,82 (17) |               |
| NC19   | Roland Brunner      | Oostenrijk  | 122,748 | 37,68 (1)  | 7.29,25 (25) | 2.00,43 (20) |               |
| NC20   | Christian Eminger   | Oostenrijk  | 122,757 | 40,70 (24) | 6.57,01 (7)  | 2.01,07 (22) |               |
| NC21   | Vitali Novichenko   | Wit-Rusland | 123,112 | 39,66 (17) | 7.11,79 (20) | 2.00,82 (21) |               |
| NC22   | Sergiy Priz         | Oekraïne    | 123,676 | 40,25 (20) | 7.13,86 (24) | 2.00,12 (18) |               |
| NC23   | Timo Järvinen       | Finland     | 124,198 | 40,63 (23) | 7.11,88 (21) | 2.01,14 (23) |               |
| NC24   | Andriy Gutovski     | Oekraïne    | 124,518 | 40,58 (22) | 7.10,82 (19) | 2.02,57 (25) |               |
| NC25   | Rickard Garbell     | Zweden      | 124,629 | 39,23 (13) | 7.29,99 (26) | 2.01,20 (24) |               |
| NC26   | Martin Feigenwinter | Zwitserland | 125,914 | 41,76 (26) | 7.08,11 (15) | 2.04,03 (26) |               |

## Vrouwen

### Deelname
De vrouwen streden voor de twintigste keer om de Europese titel. Ze deden dit voor de achtste keer in Heerenveen. Eénentwintig deelneemsters uit elf landen namen aan dit kampioenschap deel. Alle elf landen, Duitsland (3), Nederland (3), Roemenië (3), Rusland (3), Italië (2), Oostenrijk (2), Finland (1), Letland (1), Noorwegen (1), Oekraïne (1) en Zweden (1), waren ook vertegenwoordigd op het EK in 1994. Polen, in 1994 nog present, ontbrak deze editie. Twee vrouwen debuteerden op dit kampioenschap.
De Duitse Gunda Niemann-Kleemann veroverde voor de zesde keer de Europese titel, ze deed dit voor de tweede keer, na 1990, middels vier afstand overwinningen. De beide Nederlandse vrouwen Annamarie Thomas en Tonny de Jong flankeerden Niemann respectievelijk op de plaatsen twee en drie op het erepodium. Beide vrouwen traden daar mee in de voetsporen van hun landgenoten Stien Kaiser, Ans Schut, Atje Keulen-Deelstra, Trijnie Rep en Yvonne van Gennip.
De derde Nederlandse deelneemster, Carla Zijlstra, eindigde als gevolg van een val op de 1500 meter op de twaalfde plaats.

### Afstandmedailles
Elk van de drie Nederlandse deelneemsters won op dit kampioenschap twee afstand medailles. Annamarie Thomas won de zilveren medaille op de 500 en 1500 meter, Carla Zijlstra won twee keer zilver op de 3000 en 5000 meter en Tonny de Jong won op deze beide afstanden de bronzen medaille.
Gunda Niemann-Kleemann bracht haar record totaal afstand medailles op dertig (21-7-2).
| Afstand | Goud                   | Zilver           | Brons         |
| ------- | ---------------------- | ---------------- | ------------- |
| 500m    | Gunda Niemann-Kleemann | Annamarie Thomas | Emese Hunyady |
| 1500m   | Gunda Niemann-Kleemann | Annamarie Thomas | Emese Hunyady |
| 3000m   | Gunda Niemann-Kleemann | Carla Zijlstra   | Tonny de Jong |
| 5000m   | Gunda Niemann-Kleemann | Carla Zijlstra   | Tonny de Jong |

### Eindklassement
Achter de namen staat tussen haakjes bij meervoudige deelname het aantal deelnames
| Rang   | Schaatsster                | Land       | Punten  | 500 m          | 1500 m         | 3000 m       | 5000 m       |
| ------ | -------------------------- | ---------- | ------- | -------------- | -------------- | ------------ | ------------ |
| Goud   | Gunda Niemann-Kleemann (8) | Duitsland  | 169,046 | 41,02 (1)      | 2.02,84 (1)    | 4.17,54 (1)  | 7.21,57 (1)  |
| Zilver | Annamarie Thomas (2)       | Nederland  | 173,032 | 41,21 (2)      | 2.05,76 (2)    | 4.26,00 (5)  | 7.35,69 (6)  |
| Brons  | Tonny de Jong (2)          | Nederland  | 173,570 | 42,02 (7)      | 2.07,08 (5)    | 4.24,31 (3)  | 7.31,39 (3)  |
| 4      | Claudia Pechstein (3)      | Duitsland  | 174,573 | 42,38 (9)      | 2.07,85 (6)    | 4.26,21 (6)  | 7.32,09 (4)  |
| 5      | Emese Hunyady(11)          | Oostenrijk | 174,801 | 41,40 (3)      | 2.06,28 (3)    | 4.25,47 (4)  | 7.50,63 (11) |
| 6      | Svetlana Bazjanova (3)     | Rusland    | 175,043 | 42,91 (11)     | 2.06,65 (4)    | 4.26,49 (7)  | 7.35,02 (5)  |
| 7      | Mihaela Dascalu (5)        | Roemenië   | 176,315 | 41,67 (4)      | 2.08,59 (7)    | 4.29,37 (9)  | 7.48,87 (9)  |
| 8      | Ulrike Adeberg (3)         | Duitsland  | 177,499 | 42,16 (8)      | 2.09,54 (8)    | 4.32,85 (11) | 7.46,84 (8)  |
| 9      | Elena Belci-Dal Farra (9)  | Italië     | 177,872 | 43,92 (18)     | 2.10,27 (10)   | 4.48,20 (8)  | 7.38,29 (7)  |
| 10     | Emese Antal (3)            | Oostenrijk | 178,139 | 41,88 (5)      | 2.09,72 (9)    | 4.33,92 (12) | 7.53,66 (12) |
| 11     | Anette Tønsberg (6)        | Noorwegen  | 178,486 | 42,59 (10)     | 2.11,13 (11)   | 4.31,22 (10) | 7.49,83 (10) |
| 12     | Carla Zijlstra (5)         | Nederland  | 179,615 | 43,42 (15)     | 2.22,86 * (21) | 4.22,62 (2)  | 7.28,05 (2)  |
| NC13   | Cerasela Hordobetiu (4)    | Roemenië   | 132,142 | 41,95 (6)      | 2.11,70 (13)   | 4.37,75 (15) |              |
| NC14   | Tatjana Trapeznikova (2)   | Rusland    | 133,008 | 43,02 (12)     | 2.11,58 (12)   | 4.36,77 (13) |              |
| NC15   | Christina Schön (3)        | Zweden     | 133,886 | 43,41 (14)     | 2.11,91 (14)   | 4.39,04 (16) |              |
| NC16   | Elisabetta Pizio (3)       | Italië     | 134,436 | 43,75 (17)     | 2.13,65 (16)   | 4.36,82 (14) |              |
| NC17   | Tatjana Sjachkova          | Rusland    | 135,103 | 43,28 (13)     | 2.13,51 (15)   | 4.43,92 (18) |              |
| NC18   | Outi Ylä-Sulkava (3)       | Finland    | 135,935 | 44,42 (19)     | 2.13,71 (17)   | 4.41,67 (17) |              |
| NC19   | Svitlana Konstantynova (2) | Oekraïne   | 137,056 | 43,45 (16)     | 2.15,44 (18)   | 4.50,76 (20) |              |
| NC20   | Ilonda Lūse (2)            | Letland    | 140,049 | 45,25 (20)     | 2.19,04 (19)   | 4.50,72 (19) |              |
| NC21   | Gina Dima                  | Roemenië   | 159,519 | 1.03,90 * (21) | 2.19,21 (20)   | 4.55,30 (21) |              |

* = gevallen